# 몬트리카르디아속
몬트리카르디아속(Montrichardia屬, 학명: Montrichardia 몬트리카르디아[*])은 천남성아과의 단형 족인 몬트리카르디아족(Montrichardia族, 학명: Montrichardieae 몬트리카르디에아이[*])에 속하는 유일한 속이다.

## 하위 분류
- 몬트리카르디아(M. arborescens (L.) Schott)
- M. linifera (Arruda) Schott